# 景雲鐘
景雲鐘是唐代为景龍觀所鑄之青銅鐘，原名“景龙观钟”，開元年間改景龍觀為迎祥觀，故又稱“迎祥觀鐘”。後曾懸掛于西安鐘樓。因铸于唐睿宗景云二年（711年），今稱之為“景云钟”或“景雲銅鐘”。是中華人民共和國國家一級文物，禁止出國（境）展览文物之一。现藏陝西西安碑林博物馆钟亭。

## 形制
鐘高247厘米，重達6噸，为青銅铸成，上锐下侈。六角弧形口，以蒲牢为钮，铸模共分5段，26模。

## 銘文
铭文为唐睿宗李旦親自撰寫并書就，其铭曰：
原夫一氣凝真，含紫虛而構極；三清韞秘，控碧落而崇因。雖大道無為，濟物歸於善貸；而妙門有教，滅咎在於希聲。景龍觀者，中宗孝和皇帝之所造也。曾城寫質，閬苑圖形。但名在騫林，而韻停鐘虡。朕翹情八素，締想九元，命彼鼓延，鑄斯無射。考虞倕之懿法，得晉曠之宏規。廣召鯨工，遠徵鳧匠，耶溪集寶，麗壑收珍。警風雨之辰，節昏明之候。飛廉扇炭，屏翳營爐，翥鶴呈姿，蹲熊發狀。角而不震，侈而克揚，庶其曉散靈音，鎮入鹓鸞之殿；夕騰仙韻，恒流鳷鵲之闈。聾俗聽而而鹹痊，迷方聞而永悟。洪鈞式啟，寶字攸鐫。其銘曰：紫宸禦歷，青元樹因。傾巖集寶，竭府收珍。杜夔律應，張永規陳。形包九乳，儀超萬鈞。上資七廟，傍延兆人。風嚴韻急，霜重音新。自茲千歲，從今億春。縣玉京而薦福，侶銅史而司辰。

景雲二年，太歲辛亥，金九癸酉金朔，一十五日丁亥鑄成。

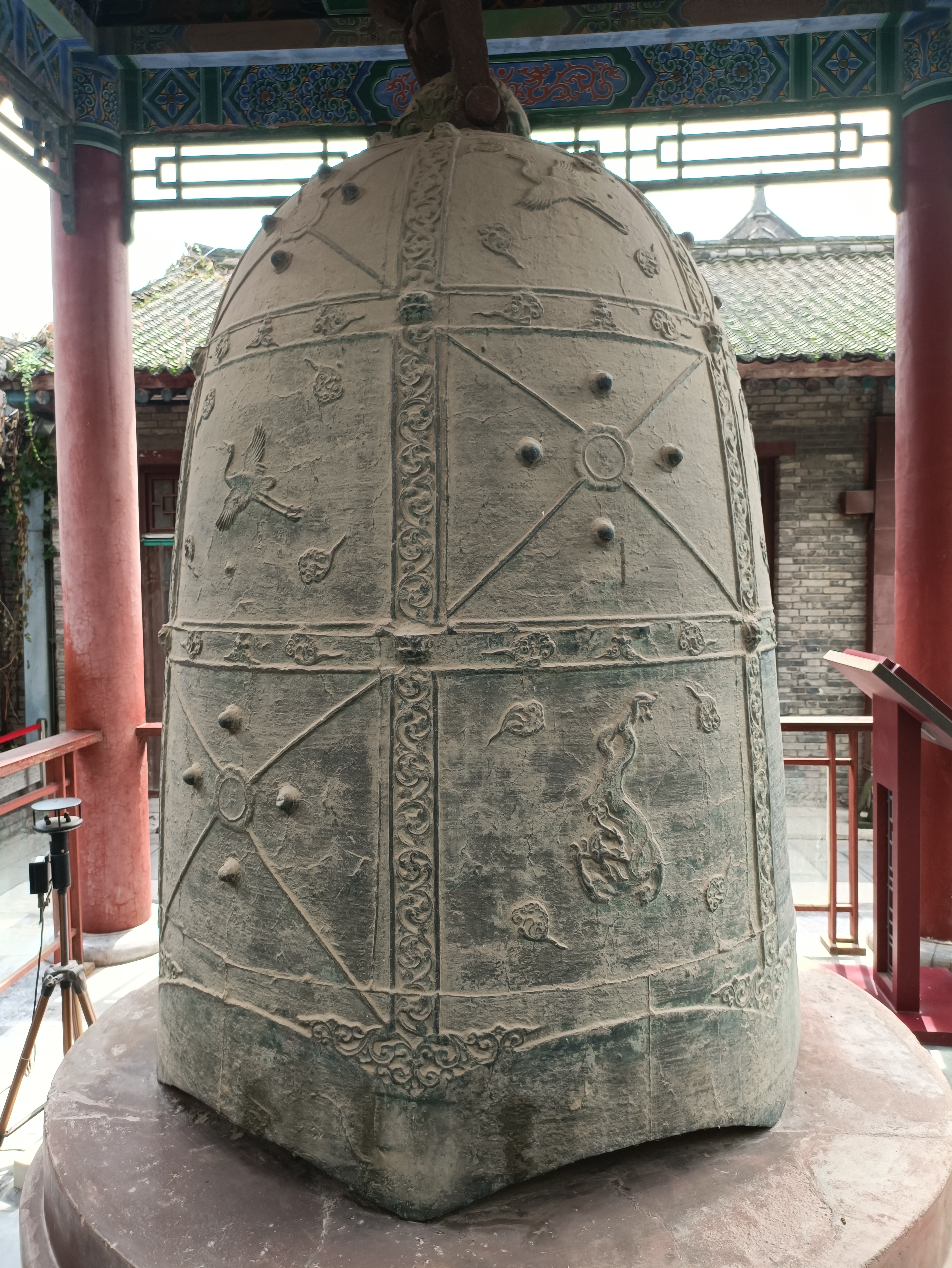
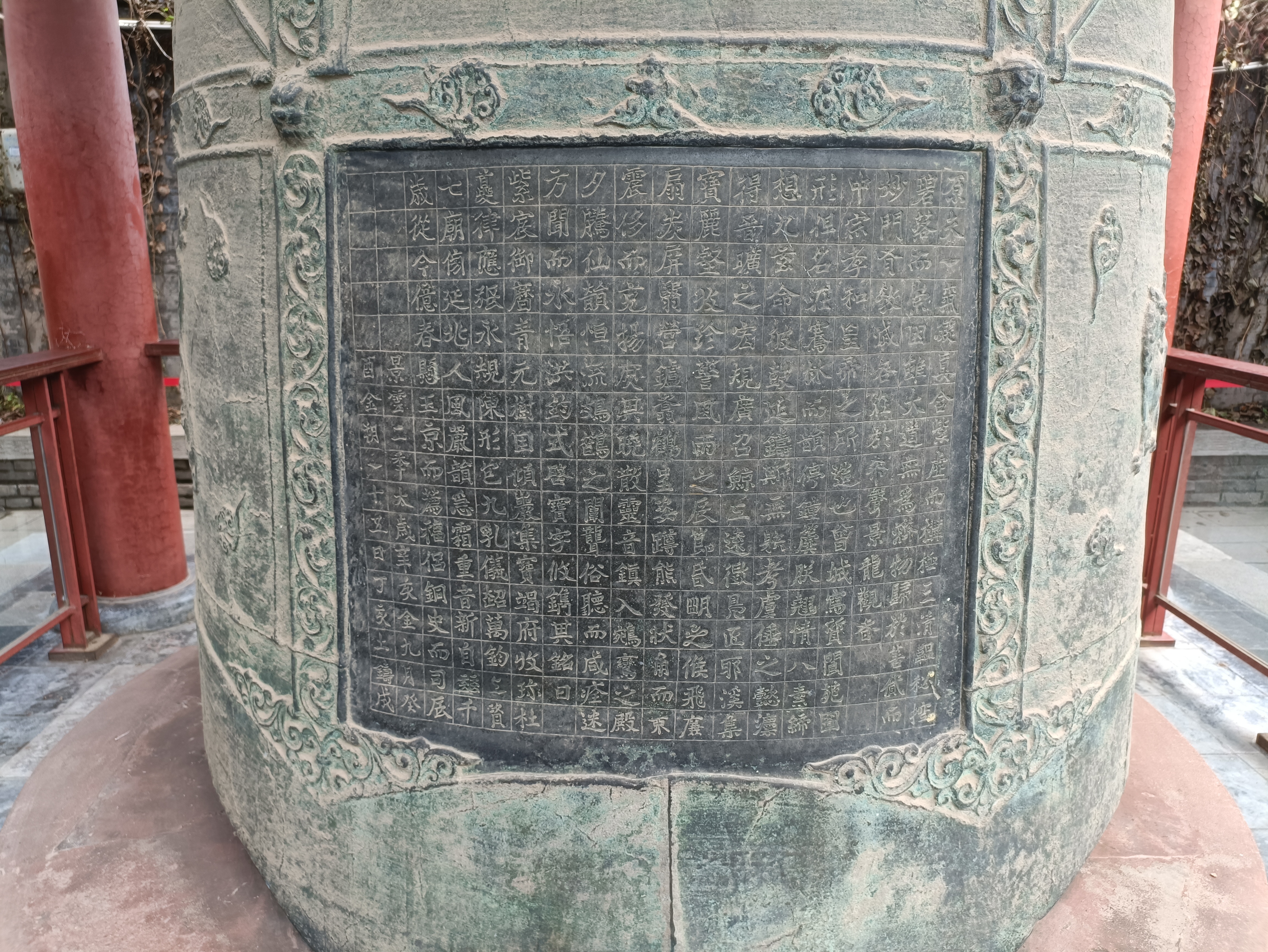
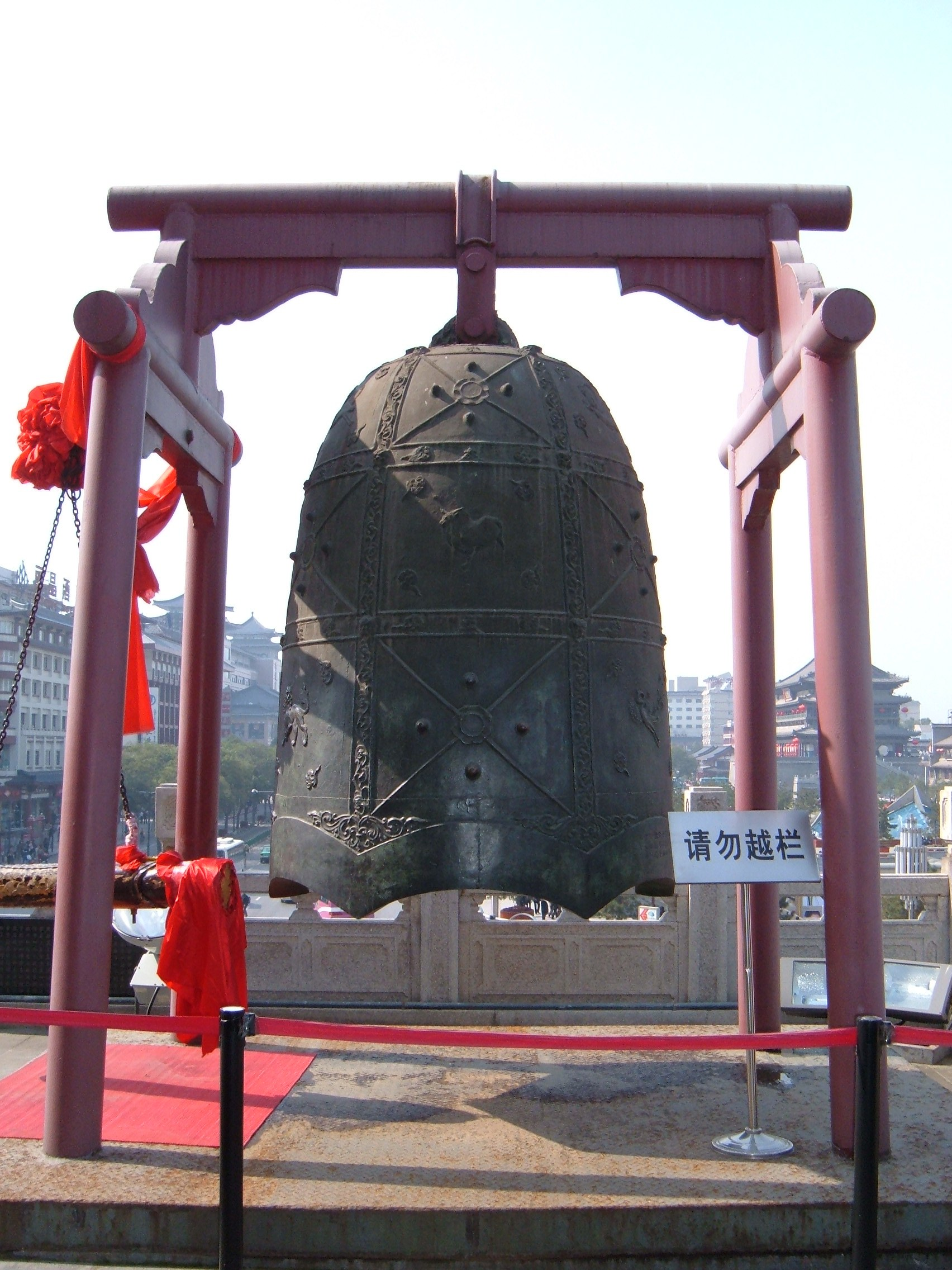
西安钟楼上悬挂的景雲钟复制品